# 波斯王子：失落的王冠
《波斯王子：失落的王冠》是一款由育碧蒙彼利埃开发， 育碧发行的偽三維橫向捲軸遊戲以及动作冒险游戏。該遊戲隸屬於波斯王子系列，並于2024年1月18日在任天堂Switch、PlayStation 4、PlayStation 5、Microsoft Windows、Xbox One和Xbox Series X/S上发布，并于2024年12月3日登陸MacOS。